# 黄花木属
黄花木属（学名：Piptanthus）是蝶形花科下的一个属，为灌木植物。该属共有约9种，分布于喜马拉雅山脈南坡。